# Joseph Canal
Pour les articles homonymes, voir Joseph Canal (militaire) et Canal.
François Victor Joseph Antoine Canal est un haut fonctionnaire français du corps préfectoral né le  4 octobre 1866 à Saint-Germain-des-Prés (Tarn) et mort le 17 avril 1965 à Roquebrune-Cap-Martin (Alpes-Maritimes).

## Biographie
Il fut secrétaire général de préfecture dans le Cantal (1891-1895), en Savoie (1895-1896), dans l'Eure (1896-1905) et en Loire-inférieure (1905-1909).
Par cette dernière fonction, il fut nommé maire provisoire de Nantes à la suite décret présidentiel en date du 4 avril 1908 qui dissout les municipalités de Nantes, Chantenay-sur-Loire et Doulon, conformément à la loi votée, la veille, qui prévoyait la fusion des trois communes au sein de la ville de Nantes. Joseph Canal préside alors pendant un mois la Délégation spéciale chargée de gérer ces communes durant la période de transition, en attendant l'élection d'un nouveau conseil municipal unique.
La Délégation spéciale est installée le 7 avril et est principalement composé de fonctionnaires :
- le trésorier-payeur général ;
- le directeur de l'Enregistrement ;
- le directeur des Douanes ;
- le directeur des Postes ;
- un ingénieur des Ponts et Chaussées,
- le juge de paix de Carquefou.

Elle reste en fonction jusqu'au 17 mai, date de l'installation de la municipalité Guist'hau.
Il poursuit sa carrière dans l'administration en devenant préfet des Hautes-Pyrénées (1909-1913), de Saône-et-Loire (1913-1914), de la Dordogne (1914-1918), de Seine-et-Oise (1918-1919) et  du Rhône (1919-1923).
Il est fait officier de la Légion d'honneur le 12 novembre 1923.

## Distinctions
- Officier de la Légion d'honneur